# Porcellio lugubris
Porcellio lugubris là một loài chân đều trong họ Porcellionidae. Loài này được Koch miêu tả khoa học năm 1840.